# Grabado a punta seca
El grabado a punta seca es una técnica artística. Es similar a la del grabado al buril.

## Historia
La técnica se conoce desde el Renacimiento, cuando pudo ser desarrollada por el Maestro del Libro de Casa, nombre casual con el que se conoce a un pintor y artista gráfico aún desconocido que trabajó en el suroeste de Alemania, cerca de Maguncia, entre los siglos XV y XVI. Dicho artista produjo con esta técnica, que hasta entonces no se conocía. La punta seca fue una técnica de expresión libre en los XVII y XVIII, en ocasiones despreciada por los editores dada su menor rentabilidad frente al buril. Rembrandt fue un entusiasta de la misma, a comparación de Durero, quien la utilizó en tres obras. En la evolución de la obra grabada de Rembrandt, fue integrándose la punta seca a las planchas trabajadas al aguafuerte, llegando en muchos casos a predominar sobre este y en otros terminó siendo la técnica protagonista de la plancha. Este aspecto de la punta seca complementando otros procedimientos debe resaltarse, dado que su ejecución, directa y emocional, permite matizar, suavemente o resaltar cualquier grabado ejecutado con otra técnica.
En la época contemporánea es una técnica ampliamente utilizada por los artistas grabadores.

## Técnica
El artista dibuja la imagen sobre una lámina de zinc, cobre, sin tratar, o de acrílico o plástico utilizando un instrumento que parece un lápiz, con punta de diamante, o simplemente metal afilado. A medida que se va haciendo la incisión se va produciendo un surco, levantando a ambos lados una especie de suaves crestas de metal llamadas "rebarbas" o "rebabas". Las rebabas pueden presentarse a un lado de la línea o surco, o a ambos lados, dependiendo del ángulo de ataque (inclinación de la punta) con respecto a la superficie. Si se trabaja en un ángulo aproximado de 45°, se hace la rebaba sobre el ángulo complementario. Si se trabaja a unos 90°, la punta perpendicular a la superficie, se obtendrá rebaba a ambos lados de la línea. 
Estas rebarbas retienen cierta cantidad de tinta y dan al trazo de la punta seca un aspecto rico y aterciopelado. Pero si se quiere dar una apariencia firme y clara, lo mejor es eliminar las rebabas, sin dañar el surco. Las rebarbas son delicadas y se desgastan con la continua presión de la prensa por lo que no permiten tiradas de más de 20 o 30 copias. Para disminuir el desgaste de las rebabas, que también se da durante el proceso de entintado y limpieza de la tinta, es posible someter la placa a un baño electrolítico, con el cual se aporta un metal más duro. Este proceso recibe el nombre de acerado.
Como en el proceso del grabado al aguatinta, la estampación de la punta seca se hace entintando la lámina, limpiándola, colocando un papel humedecido sobre ella e introduciéndola en la prensa.